# كوزي أونو
كوزي أونو (باليابانية: 小野耕世؛ بالكانا: おの こうせい) هو ناقد سينمائي ومترجم ياباني، ولد في 28 نوفمبر 1939 في طوكيو في اليابان.